# Marburger Neue Zeitung
Die Marburger Neue Zeitung (MNZ) war eine 1997 gegründete Lokalausgabe der Zeitungsgruppe Lahn-Dill aus Wetzlar. Zum 1. Oktober 2010 stellte die Zeitungsgruppe die MNZ ein.
Zuerst als reines Kopfblatt des Hinterländer Anzeigers (Altkreis Biedenkopf) herausgegeben, hatte die MNZ zuletzt einen eigenständigen Lokalteil, der Mantel wurde aus Wetzlar geliefert. Neben der Redaktion in Marburg existierte eine Redaktion in Stadtallendorf, die aus dem Osten des Landkreises Marburg-Biedenkopf berichtete. Die Auflage lag zusammen mit dem Hinterländer Anzeiger zuletzt bei 13.252 Exemplaren, die Auflage der MNZ alleine jedoch nur bei etwas über 2000 Stück.
2008 rügte der Deutsche Presserat die Zeitung nicht-öffentlich wegen Verstoßes gegen den Pressekodex. Sie hatte in einer Collage die Schlagzeile eines älteren Berichts verarbeitet, in dem es um Vorwürfe gegenüber einem Heim für Behinderte ging. Ermittlungen der Staatsanwaltschaft waren eingestellt worden. Entlastende Informationen waren in der Collage nicht genannt worden. Darin sah der Presserat einen Verstoß gegen die journalistische Sorgfaltspflicht.